# Syngnathiformes
Los singnatiformes (Syngnathiformes, del griego clasico συν- (sun-), "junto", y γνάθος (gnáthos), "mandibula") son un orden de Actinopterygii —peces con espinas— que  incluye a los peces pipa y a los caballitos de mar.
Estos peces tienen cuerpos elongados, angostos, con anillos óseos, y diminutas y tubulares bocas. Varios grupos viven entre algas marinas y nadan con el cuerpo alineado verticalmente, mezclándose con los vegetales.

## Etimología
"Syngnathiformes" deriva del idioma griego syn = "con", gnathos = "mandíbula",  latín forma =  "íd".

## Clasificación
En Nelson en ITIS estos peces se colocan en el suborden Syngnathoidei del orden Gasterosteiformes junto con los Gasterosteidae y sus parientes. En FishBase estos grupos son tratados como órdenes hermanos.
Según FishBase el orden Syngnathiformes lista cinco familias:
- Aulostomidae - Trompetas
- Centriscidae - Trompeteros
- Fistulariidae - Cornetas
- Solenostomidae - Peces pipa fantasma
- Syngnathidae - Caballitos de mar y peces pipa